# Gnatholea fryana
Gnatholea fryana är en skalbaggsart som beskrevs av Charles Joseph Gahan 1906. Gnatholea fryana ingår i släktet Gnatholea och familjen långhorningar.
Artens utbredningsområde är Myanmar. Inga underarter finns listade i Catalogue of Life.